# Panorama Park
Panorama Park è un comune degli Stati Uniti d'America, situato nello Stato dell'Iowa, nella contea di Scott.